# Джефферсон, Деррик
Деррик Джефферсон (англ. Derrick Jefferson; род. 10 марта 1968) — американский боксёр-профессионал, выступавший в тяжёлой весовой категории.

## 1995—1999
Дебютировал в июне 1995 года.
В марте 1999 года победил бывшего претендента на титул Берта Купера.
В мае 1999 года победил Обеда Салливана.

## 6 ноября1999Морис Харрис—Деррик Джефферсон
- Место проведения:  Конвеншн Холл, Атлантик Сити, Нью-Джерси, США
- Результат: Победа Джефферсона нокаутом в 6-м раунде в 10-раундовом бою
- Статус: Рейтинговый бой
- Рефери: Стив Смогер
- Время: 2:52
- Вес: Харрис 95,71 кг; Джефферсон 111,60 кг
- Трансляция: HBO
- Счёт неофициального судьи: Харольд Ледерман (46—49 Джефферсон)

В ноябре 1999 года Деррик Джефферсон встретился с Морисом Харрисом. Оба противника взяли открытый стиль ведения боя, поэтому поединок получился зрелищным. В середине 2-го раунда Джефферсон левым хуком попал прямо челюсть противнику. Харрис сразу упал. Он встал на счет 9. Джефферсон попытался добить противника, однако Харрис ушёл в глухую оборону. Тем не менее за 50 секунд до конца раунда Джефферсон пробил левый апперкот по челюсти противника. Харрис вновь оказался на полу. Он встал на счет 7. Джефферсон вновь бросился добивать, но пропустил встречный правый кросс от Харриса и сам оказался в нокдауне. Он сразу встал. Концовка раунда прошла в обоюдном размене ударов. За минуту до конца 6-го раунда Харрис застоялся у канатов. Джефферсон, воспользовавшись моментом, пробил левый крюк в челюсть и добавил ещё несколько ударов по телу. Обессиленый Харрис упал на пол. Он встал на счет 9. Джефферсон хотел добивать, но Харрис неожиданно сам пошёл в атаку. В самом конце раунда Харрис пропустил мощнейший встречный левый хук, от которого у него вылетела капа, а сам он оказался в глубоком нокауте. Рефери Стив Смогер прекратил бой, не открывая счёт. «Derrick Jefferson, I love you!» (Деррик Джефферсон, я люблю тебя!) — прокричал комментатор телеканала HBO Ларри Мерчант. Бой получил статус «нокаут года» по версии журнала «Ринг».

## 15 января 2000Дэвид Айзон —Деррик Джефферсон
- Место проведения:  Радио Сити Мюзик Холл, Нью-Йорк Сити, Нью-Йорк, США
- Результат: Победа Айзона техническим нокаутом в 9-м раунде в 10-раундовом бою
- Статус: Рейтинговый бой
- Рефери: Артур Мерканти младший
- Счет судей: Джо Дуайер (74—78), Фред Уччи (73—78), Стив Вейсфелд (72—78) — все в пользу Джефферсона
- Время: 0:11
- Вес: Айзон 105,23 кг; Джефферсон 110,22 кг
- Трансляция: HBO
- Счёт неофициального судьи: Харольд Ледерман (63—70 Джефферсон) — оценки после 7-го раунда

В январе 2000 года состоялся бой между Дерриком Джефферсоном и нигерийцем Дэвидом Айзоном. Джефферсон доминировал в бою. В середине 7-го раунда американец начал прижал противника к канатам и начал бомбить. У него проходили акцентированные хуки и апперкоты. Айзон изредка отвечал. Комментаторы HBO Джим Лэмпли и Ларри Мерчант высказали мнение, что можно было бы и остановить бой. Айзон смог достоять до гонга. В 8-м раунде Джефферсон продолжил атаковать противника, но к концу раунда «вымахался». В конце 8-го раунда Айзон провёл левый хук, и Джефферсон пролетев полринга рухнул у канатов. Американец поднялся на счёт 6. Айзон принялся его добивать. Джефферсон еле достоял до гонга, приняв несколько прицельных ударов в голову. Он выглядел очень уставшим. В начале 9-го раунда Айзон прижал американца к канатам и выбросил серию в голову. Рефери сразу прекратил бой. Джим Лэмпли назвал этот результат «апсетом». Ларри Мерчант высказал мнение, что рефери мог бы остановить бой и в конце 8-го раунда.

## 2000
В мае 2000 года Деррик Джефферсон вышел на ринг против Олега Маскаева. В первом раунде Маскаев послал Джефферсона в нокдаун, и во время падения тот подвернул ногу. Однако американец продолжил бой. В четвёртом раунде рефери вынужден был остановить бой, так как Джефферсон не мог нормально ходить. Маскаеву была присуждения победа техническим нокаутом.

## 24 марта 2001Владимир Кличко —Деррик Джефферсон
- Место проведения:  Руди Селмайер Халле, Мюнхен, Бавария, Германия
- Результат: Победа Кличко техническим нокаутом во 2-м раунде в 12-раундовом бою
- Статус: Чемпионский бой за титул WBO в тяжёлом весе (1-я защита Кличко)
- Рефери: Дженаро Родригес
- Счёт судей: Мелвина Лейтен (10—8), Хосе Роберто Торрес (10—8), Хоахим Якобсен (10—8) — все в пользу Кличко
- Время: 2:09
- Вес: Кличко 111,60 кг; Джефферсон 117,90 кг
- Трансляция: HBO BAD
- Счёт неофициального судьи: Харольд Ледерман (10—8 Кличко)

В марте 2001 года Джефферсон вышел на ринг против чемпиона мира в тяжёлом весе по версии WBO Владимира Кличко. В конце 1-го раунда украинец провёл левый хук в челюсть американца. Джефферсон дрогнул, а Кличко сразу выбросил ещё несколько крюков. Американец рухнул на канвас. Он поднялся на счёт 5. Претендент смог продержаться до гонга. В середине 2-го раунда Кличко провёл правый хук прямо в челюсть. Джефферсон сразу рухнул на пол. Он встал на счёт 6. Кличко бросился его добивать. Он провёл левый апперкот в челюсть, и Джефферсон вновь упал. Претендент поднялся на счёт 6. Его слегка покачивало. Рефери посмотрел на него и прекратил бой. Джефферсон не спорил с ним.

## 2001—2004
В феврале 2002 года Джефферсон победил бывшего претендента на титул Фила Джексона.

## 30 апреля 2005Дэваррил Уильямсон —Деррик Джефферсон
- Место проведения:  Мэдисон Сквер Гарден, Нью-Йорк Сити, Нью-Йорк, США
- Результат: Победа Уильямсона нокаутом в 6-м раунде в 12-раундовом бою
- Статус: Рейтинговый бой
- Рефери: Эдди Коттон
- Время: 2:41
- Вес: Харрис 100,20 кг; Джефферсон 106,80 кг
- Трансляция: HBO

В апреле 2005 года Деррик Джефферсон встретился с Дэваррилом Уильямсоном. В середине 2-го раунда Уильямсон встречным левым хуком в голову отправил противника в нокдаун. Джефферсон встал на счет 5. Рефери возобновил бой, и сразу 1-м ударом — левым хуком — Джефферсон попал противнику в челюсть. У Уильямсона подкосились ноги и он повис на Джефферсоне. Оба свалились на канвас. Однако рефери Эдди Коттон не счел это нокдауном. После продолжения боя Уильямсон начал проводить серии ударов. В конце раунда он провёл несколько левых хуков подряд по голове беззащитного Джефферсона, и рефери прекратил бой.